# Айртон Сена
Айртон Сена да Силва (на португалски: Ayrton Senna da Silva) е пилот от Формула 1, носител на три световни титли. Загива на 1 май 1994 г. в състезанието за Голямата награда на Сан Марино (на пистата Имола) след удар в предпазната стена на завоя Тамбурело, със скорост около 297 км/ч.

## Биография
Роден е на 21 март 1960 в Сао Пауло, Бразилия. Като малък Айртон има проблеми с координацията и този факт подтиква неговия баща да му даде карт с двигател от косачка с мощност от 1 к.с., когато Сена е 4-годишен. Тъй като по закон не може да участва в състезания по картинг, докато не навърши 13, печели първото си състезание на 1 юли 1973 г. Последват шампионски титли в картинга през 1977, 1978, 1979, 1980 и 1981.
През зимата на 1980 г. напуска Бразилия, за да отиде във Великобритания, и до август 1981 г. вече участва в два шампионата – Townsend Thorensen и RAC Формула Форд 1600. Освен това възприема моминското име на майка си, Сена, тъй като да Силва е много разпространено в Бразилия, а Сена да Силва твърде дълго за изписване. Тъй като баща му го кара да се откаже от автомобилните спортове, той е принуден да търси спонсори, но тази му идея се проваля и през октомври обявява оттеглянето си. Завръща се обратно в Бразилия, където за кратко опитва да се занимава със строителната фирма на баща си. Там желанието му да се състезава става още по-силно и след като баща му му дава възможност за избор, Сена избира автомобилните спортове.
През февруари 1982 г. той вече се състезава в европейския шампионат, както и в шампионата Pace Petroleum. През 1983 г. се състезава в британската Формула 3 и от 21 състезания, Сена има 13 победи, 15 първи позиции и титла.
Стилът на каране на Сена е безкомпромисен, граничещ с опасен. Според много анализатори, включително от Би Би Си, Сена е предефинирал възможностите на болид от Формула 1.
В личния си живот Сена е религиозен, харизматичен.
Айртон Сена е избран за най-великия пилот във Формула 1 за всички времена от 217 бивши и настоящи състезатели във Формула 1. Анкетата е проведена от британското списание „Autosport“ през 2009 г.

## Формула 1

### Толеман

#### 1984
Дебютът му във Формула 1 е през 1984 г. с екипа на Толеман.
Първият сезон е, може да се каже, доста успешен както за самия него, така и за посредствения екип на Толеман. Качва се три пъти на подиума в Монако, Великобритания и Португалия, като състезанието в Монако е спряно заради силен дъжд и много хора казват, че ако състезанието не е било спряно, Сена е могъл да го спечели. В крайна сметка бъдещият съотборник на Сена в Макларън, французинът Ален Прост, печели състезанието. Айртон се качва на подиума с две трети места в Италия и Португалия. Отпада в Бразилия, Франция, Детройт, Далас, Германия, Австрия, Нидерландия и Гран При на Европа, дисквалифицаран е от Гран При на Сан Марино. В края на сезона Сена е на 9-о място с 13 точки. Шампион става австриецът Ники Лауда с Макларън.
В края на сезона Сена напуска Толеман след една година от тригодишния му договор с отбора и отива в Лотус. 

### Лотус

#### 1985
През 1985 г. е пилот на Лотус, с който взема 7 първи позиции и 2 победи – в Португалия и Белгия.
Първата победа с Лотус печели във второто състезание за тях.

#### 1986
През 1986 г. има 8 първи позиции и две спечелени състезания – в Испания и САЩ.

#### 1987
През 1987 г. достига до 3-то място в генералното класиране, но вече води преговори за преминаването си в Макларън-Хонда през следващия сезон.

### Макларън

#### 1988
Там съотборник му е световният шампион Ален Прост, с когото още от началото не са в добри отношения. Въпреки това Сена успява да спечели 13 първи позиции, 8 Големи награди и да вземе първата си титла във Формула 1.

#### 1989
Кулминацията на неразбирателството с френския му съотборник идва през 1989 г. в Япония, на пистата Судзука. За да спечели титлата, Сена трябва да вземе победи в последните две състезания. Въпреки че стартира от първа позиция, Ален Прост успява да го изпревари на първия завой след старта, но Сена атакува шест обиколки преди края на състезанието. Болидите на двамата пилоти се изравняват, но Прост не отстъпва при влизане в шикана (комбинацията от последните два завоя в обиколката на пистата), което довежда до сблъсъка им и излизането им извън състезателното трасе. Прост спира, но маршалите избутват колата на Сена обратно на пистата и той продължава състезанието и скоро след това си връща лидерската позиция от Алесандро Нанини. По-късно обаче е дисквалифициран заради завръщане на пистата, но на място, различно от това, на което я е напуснал, и благодарение на това Ален Прост става световен шампион за трети път. За сезон 1990 французинът подписва договор с Ферари.

#### 1990
След 14 състезания на следващата година Сена има 6 победи срещу 5 за Прост. В Голямата награда на Япония Айртон е по-бърз на квалификациите, но това му отрежда да стартира от дясната, по-мръсна част на писта, което дава предимство на Прост, заел втората позиция. След като Сена води разгорещени спорове, се взема решение стартовата решетка да бъде променена, но впоследствие тази договорка се анулира и малко преди началото бразилецът е бесен. Стига дори дотам, че отправя открити заплахи срещу Прост, че дори да бъде атакуван в първия завой, няма да отстъпи позицията си на пистата. На старта Ален наистина е по-бърз, но не достатъчно, за да го изпревари преди първия завой, Сена е с половин дължина на автомобила си по-назад и вдясно от него, и на първия завой двата болида се сблъскват, което означава край на надпреварата за пилотите и втора световна титла за Айртон. Катастрофата е причинена от Сена.

#### 1991
През 1991 г. успява да спечели 7 състезания и третата си световна титла. Спечелвайки титлата в предпоследното състезание в Япония, в последния завой на надпреварата, той подарява победата, на съотборника си Герхард Бергер, като благодарност за подкрепата, която получава през целия сезон.

#### 1992
През 1992 г. обаче Макларън Хонда е изместен от лидерското място в световния шампионат от Уилямс Рено и Сена успява да стигне само до четвъртото място в крайното класиране, а британецът Найджъл Менсъл печели титлата доста преди края на сезона. Спечелва 3 победи – Монако, Унгария и Италия.

#### 1993
През 1993 г. Сена постига договорка с Макларън, според която ще му се заплаща за всяко състезание отделно по 1 млн. долара. Сена продължава успешното си представяне на Голяма награда на Монако, като печели рекордна шеста победа. Последният кръг от шампионата е на пистата Аделейд, където взема и първа позиция на старта, и победа. Шампион е Ален Прост с Уилямс. Последното му състезание за Макларън ги прави най-успешният отбор с актив от 104 победи, но Сена вече търси нов екип и се договаря за преместване в Уилямс.
По това време Сена е безспорният „Крал на Формула 1“. 

### Уилямс

#### 1994
Въпреки че автомобилът на Уилямс в началото на 1994 г. е далеч от перфектния състезателен болид – теза, която Айртон многократно споделя със своите най-близки хора, в това число и с бившия си съотборник Герхард Бергер – той взема първи позиции не само в Бразилия и Япония, а също и в Италия. Сена води и рестартираното състезание в Сан Марино, когато изведнъж неговият FW16B получава повреда, не променя посоката си на движение на влизане в завоя Тамбурело и се удря в бетонната стена край него. Айртон получава сериозна мозъчна травма, изпада в кома, а няколко часа по-късно, след като е установено, че липсва мозъчна дейност, семейството му разрешава да бъдат спрени животоподдържащите системи. Информацията за обстоятелствата около смъртта му е много бедна, но въпреки това безспорен факт е, че причината за смъртта на пилота е фаталната рана в областта на дясната вежда, причинена от пробилия каската носач от предното окачване, счупен вследствие на сблъсъка с бетонната стена. Причината за повредата, довела до невъзможността на автомобила да завие преди фаталния сблъсък, е спорна. В последното си състезание Сена е взел в болида си австрийския флаг с цел при евентуална победа на финала да го развее в памет на загиналия предишния ден австрийски пилот Роланд Ратценбергер.

## Рекорди
Айртон Сена държи следните рекорди във Формула 1:
| Рекорд                                                                                           | |
| ------------------------------------------------------------------------------------------------ | --- |
| Най-много последователни полпозиции                                                              | 8 (1988 Голяма награда на Испания–1989 Голяма награда на САЩ), изравнен от Макс Верстапен през 2023-2024                                                                |
| Най-много полпозиции в същото Гран При                                                           | 8 Голяма награда на Сан Марино (1985, 1986, 1987, 1988, 1989, 1990, 1991, 1994) наравно с Михаел Шумахер, който има спечелени 8 полпозиции на Голяма награда на Япония. |
| Най-много последователни стартове от първия ред                                                  | 24 (1988 Голяма награда на Германия–1989 Голяма награда на Австралия)                                                                                                   |
| Най-много състезания, в които води през цялото състезание                                        | 19 |
| Най-млад пилот с „Голям шлем“ (пол-позишън, победа, най-бърза обиколка и води цялото състезание) | 25 години, 10 дни (1985 Голяма награда на Португалия), подобрен от Макс Верстапен през 2021 ГН на Австрия                                                               |
| Най-млад трикратен световен шампион                                                              | 31 години, 227 дни (1988, 1990, 1991), по-късно подобрен от Себастиан Фетел                                                                                             |